# Pasărea Colibri (formație)
Pasărea Colibri este un supergrup de muzică folk și folk rock din România, format în anul 1992 la Râmnicu Vâlcea. Trupa s-a destrămat în anul 2002, revenind pe scenă în anul 2009.
Cei patru membri fondatori ai grupului sunt: Mircea Baniciu (chitară, voce), Mircea Vintilă (chitară, voce), Florian Pittiș (voce, prezentator) și Vlady Cnejevici (claviaturi, voce adițională).

## Istoric
Grupul s-a format cu ocazia unui festival de muzică, unde Baniciu și Vintilă, doi dintre cei mai respectați cantautori folk din România, cântau împreună. Prezentatorul Pittiș a rămas pe scenă după ce i-a introdus pe cei doi, în culise cooptându-l și pe claviaturistul Vlady Cnejevici, care se afla acolo cu trupa Compact.
După retragerea lui Florian Pittiș, director al Radio 3 Net, au mai trecut prin grup Marius Bațu și Radu Gheorghe.

## Discografie
- În căutarea cuibului pierdut (CD/MC, Blue Ridge International Computers & Roton, 1995)
- Ciripituri (CD/MC, Intercont Music & Pasărea Colibri, 1996)
- Cântece de bivuac (CD/MC, Roton, 1999)
- Collection (3xCD, Roton, 2001) - include albumele: În căutarea cuibului pierdut, Ciripituri, Cântece de bivuac
- Încă 2000 de ani (CD/MC, Roton, 2002)
- 10 ani - Vol. 1 (CD/MC, Roton, 2003)
- 10 ani - Vol. 2 (CD/MC, Roton, 2003)
- 10 ani (DVD/VHS, Roton, 2003)
- Sunt tânăr, Doamnă... (CD, Roton, 2008) - Florian Pittiș & Pasărea Colibri
- 19 ani (CD, Cat Music & Colibri Music, 2011)

### Pagini web
- Pagina Oficială a formației
- Siteul lui Mircea Baniciu

### Muzica formației
- Discografie - Pasărea Colibri Arhivat în 7 aprilie 2020, la Wayback Machine. pe web site-ul TR-Cam.com Arhivat în 5 aprilie 2020, la Wayback Machine.

### Articole
- Mircea Baniciu, cântăreț: Pasărea Colibri revine, 24 noiembrie 2011, Andreea Marinescu, Adevărul
- Are aripi, sa zboare![nefuncțională]
, 13 martie 2006, Alex Revenco, Jurnalul Național
- Veteranii[nefuncțională]
, 3 aprilie 2005, Anca Alexe, Mihai Stirbu, Jurnalul Național
- Giganții din Pasărea Colibri, 13 august 2007, Jurnalul Național

### Interviuri
- Pasarea Colibri, Formula AS - anul 2003, numărul 576